# (14093) 1997 OM
(14093) 1997 OM est un astéroïde de la ceinture principale d'astéroïdes découvert en 1997.

## Description
(14093) 1997 OM a été découvert le 26 juillet 1997 à l'observatoire Palomar, situé au nord de San Diego en Californie, par George R. Viscome.

### Caractéristiques orbitales
L'orbite de cet astéroïde est caractérisée par un demi-grand axe de 2,85 UA, un périhélie de 2,63 UA, une excentricité de 0,08 et une inclinaison de 2,65° par rapport à l'écliptique. Du fait de ces caractéristiques, à savoir un demi-grand axe compris entre 2 et 3,2 UA et un périhélie supérieur à 1,666 UA, il est classé, selon la JPL Small-Body Database, comme objet de la ceinture principale d'astéroïdes.

### Caractéristiques physiques
(14093) 1997 OM a une magnitude absolue (H) de 14,7 et un albédo estimé à 0,325.